# یان ۳۰۸۳۰
سیارک ۳۰۸۳۰ (به انگلیسی: 30830 Jahn، نامگذاری:1990TQ12) سی هزار و هشتصد و سی‌امین سیارک کشف شده‌است که در ۱۴ اکتبر ۱۹۹۰ کشف شد.